# Chlomo
Chlomo (griechisch Χλωμό = blass, bleich) ist ein maximal 1.081 m hohes Bergmassiv im Südwesten des Regionalbezirks Fthiotida in der griechischen Region Mittelgriechenland. Er befindet sich an der Grenze zu Böotien. Im Norden schließt sich das Kallidromo-Gebirge an und am südlichen Ende befindet sich die Kopai-Ebene. Östlich am Fuß des Chlomo liegt die Stadt Atalanti und westlich der Ort Exarchos. Aufgrund seiner idealen Lage befinden sich zahlreiche Sendestationen auf dem gleichnamigen Gipfel Chlomo.
Das Massiv ist als Naturschutzgebiet (Καραγκιόζης-Ασπρογιές) ausgewiesen.